# DKNY
DKNY (Donna Karan New York) — будинок моди в Нью-Йорку, що спеціалізується на модних товарах для чоловіків та жінок, заснований у 1984 році Донною Каран.

## Історія
Перш ніж створити свій власний будинок моди, Донна Каран 15 років пропрацювала у дизайнера Анни Кляйн, в тому числі 10 років в якості головного дизайнера. У 1984 році компанія Takihyo LLC, яка володіє брендом Anne Klein, надала можливість Каран і її нині покійному чоловікові Штефану Вайсу почати власний бізнес. У 1996 році будинок моди став публічною компанією на NYSE.
Основний лейбл Донни Каран Donna Karan New York, також відомий як Donna Karan Collection, дебютував восени 1985 з жіночою колекцією Seven Easy Pieces, в якій «кілька змінних предметів працюють разом, щоб створити цілий гардероб, який йде з дня на вечір, від тижня до вихідних, від сезону до сезону ». У липні 1991 року Донна Каран випустила свою першу чоловічу колекцію.
У 1989 році, натхненна дочкою Габі, Донна Каран заснувала бренд DKNY як молодшу і більш доступну дифузну лінію, яка буде працювати разом з її колишнім лейблом Donna Karan New York. Згодом від оригінальної марки DKNY відокремилися ряд лейблів і брендів, включаючи DKNY Jeans, DKNY Active, DKNY Underwear, DKNY Juniors, DKNY Kids, DKNY Pure. DKNY Men, випущений в 1992 році, складається з індивідуальних костюмів, одягу, офіційної, повсякденному і спортивного одягу і взуття.
Колекція Donna Karan Beauty, що спеціалізується на ароматах, була випущена в 1992 році. У 2001 році була представлена колекція Donna Karan Home, в яку входять традиційні розкішні постільні речі та аксесуари, а також DKNY Home, в якій є більш сучасні та модні речі.
Обличчям DKNY декількох сезонів була Кара Делевінь.
У 2001 році будинок моди DKNY був куплений французькою корпорацією Louis Vuitton Moet Hennessy (LVMH). У 2015 році Донна Каран залишила посаду головного дизайнера DKNY, щоб зосередитися на своїй марці Urban Zen і однойменної благодійної організації. У 2016 році LVMH продала Donna Karan International з брендами Donna Karan і DKNY компанії G-III Apparel Group за 650 мільйонів доларів. G-III, що базується в Нью-Йорку, є виробником і дистриб'ютором одягу й аксесуарів під власними брендами, ліцензованими брендами і брендами приватних марок.

## Магазини
Свої перші магазини будинок моди відкрив у Лондоні в 1997 році та в Нью-Йорку в 1999 році. Штаб-квартира DKNY знаходиться в Нью-Йорку на Сьомій авеню 550 в Мангеттені. На даний час в світі налічується сімдесят магазинів Donna Karan і DKNY, в тому числі двадцять в Китаї, включаючи Гонконг і Шанхай, два магазини в Канаді, включаючи Ванкувер і Монреаль, чотири в Дубаї, а також два магазини в Досі. DKNY також відкрив декілька магазинів в Данії.
З 2005 року Донна Каран пропонувала онлайн-магазин DKNY і пов'язаних ліній на вебсайті лейблу.

## Конфлікт
У 2013 році DKNY опинився втягнутим у конфлікт, визнавши, що без дозволу використав в одному зі своїх магазинів фотографії вуличного фотографа з Нью-Йорка Брендона Стентона, автора відомого фотоблогу Humans of New York (HONY). Після того, як Стентон дізнався про використання своєї фотографії, він публічно попросив DKNY пожертвувати 100 000 $ YMCA для допомоги в її літніх програмах. Ставши об'єктом сильної критики в соціальних мережах будинок моди DKNY вибачився і пожертвував 25 000 доларів YMCA.